# Ernst Aly
Ernst Aly (* 24. Dezember 1912 in Freiburg im Breisgau; † 19. November 2007) war ein deutscher Kaufmann, Funktionär der Hitler-Jugend und Verleger.

## Leben
Er wurde als Sohn des Freiburger Hochschullehrers Wolfgang Aly in Freiburg geboren und ist ein Nachfahre des königlich-preußischen Kammertürken Friedrich Aly. Nach der Schulausbildung wurde Aly kaufmännischer Angestellter. Nach Lockerung der Mitglieder-Aufnahmesperre der NSDAP beantragte er am 1. Juli 1937 die Aufnahme in die NSDAP und wurde rückwirkend zum 1. Mai desselben Jahres aufgenommen (Mitgliedsnummer 4.653.887).
1938 war Aly bereits lokaler Hitler-Jugend-Führer und im Gau Saarpfalz Beauftragter für die Heimbeschaffung. Im Zuge der „Arisierung“ interessierte er sich dabei im November 1938 für den Erwerb von jüdischem Besitz für neue HJ-Heime und Dienststellen und forderte zur Meldung möglicher Immobilien auf dem Dienstweg auf.
Nachdem er einige Jahre Hitler-Jugend-Führer in Neustadt und Saarbrücken im Gau Westmark war, wurde er 1941 zum Bannführer befördert. Während des Krieges wurde er 1943 schwer verwundet und kriegdienstunfähig. 1944 übernahm er die Leitung der Hauptabteilung Heime und Herbergen in der Gebietsführung Westmark. Vor Kriegsende wurde Aly zum Oberbannführer befördert und in der Reichsjugendleitung Abteilungsleiter für die Erweiterte Kinderlandverschickung. Nach dem Zweiten Weltkrieg war er u. a. als Verleger in Gräfelfing tätig.
Alys Sohn ist der Historiker Götz Aly.